# Становање
Становање је урбанистичка намена, која обухвата смештај људи у становима, односно стамбеним грађевинама (кућама, стамбеним зградама). Становање је просторно најзаступљенија намена у насељеном месту. Поред тога, становање је и најсложенија урбанистичка намена, пошто је стан истовремено и људска потреба и роба, тј. становање имају изражену и социјалну и економску страну.

## Значај становања по људско друштво
Становање је једина урбанистичка намена која је дата као људско право. У Универзалној декларацији о људским правима Уједињених нација, у члану 25 одређено је опште људско право на стан:
Свако има право на животни стандард који обезбеђује здрављe и благостање, његово и његове породице, укључујући храну, одећу, стан и лекарску негу и потребне социјалне службе, као и право на осигурање у случају незапослености, болести, инвалидности, удовиштва, старости, или других случајева губљења средстава за
издржавање услед околности независних од његове вољe.